# Тромбоцитопоез

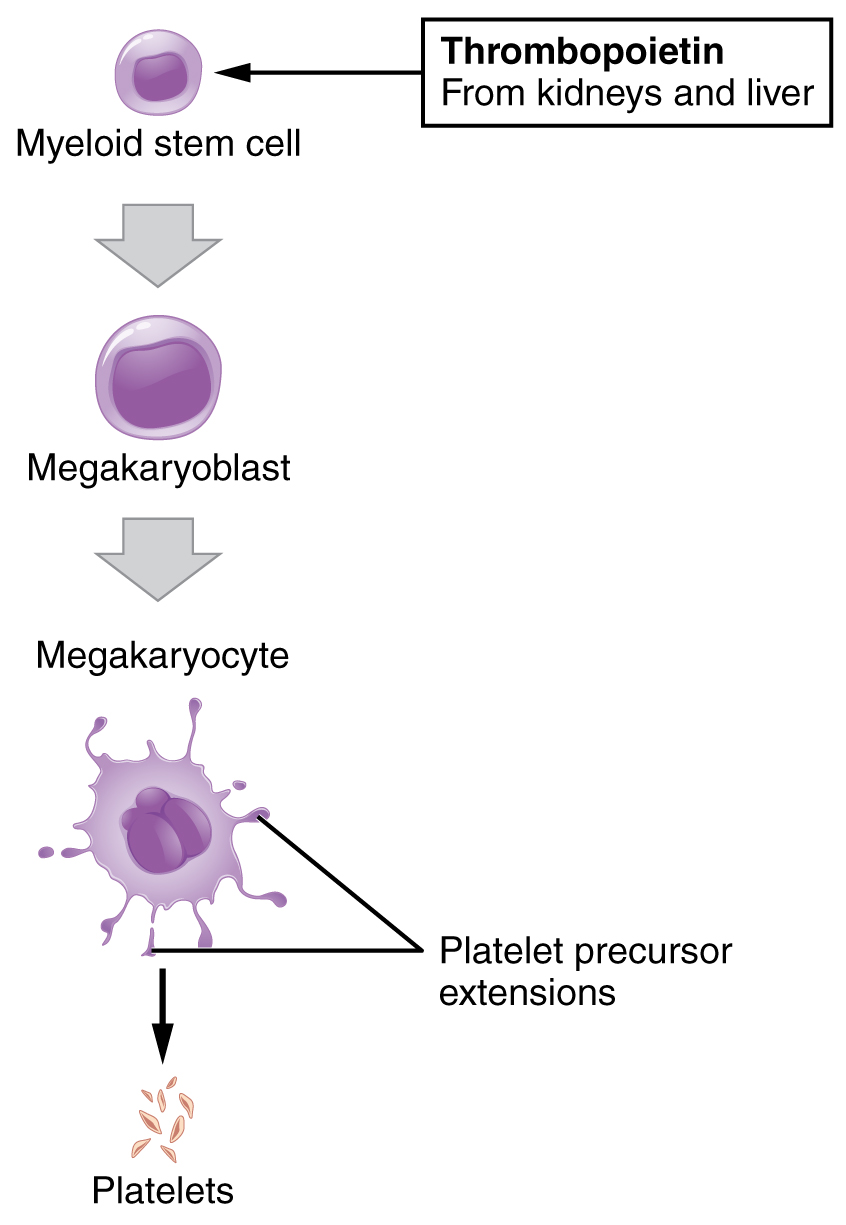

Тромбопоез, або тромбоцитопоез — це явище утворення тромбоцитів у кістковому мозку, що є частиною загального кровотворення (гемопоезу). Тромбоцити — це без'ядерні, позбавлені органел уламки цитоплазми мегакаріоцитів. Одиничний мегакаріоцит здатний дати початок тисячам тромбоцитів (до 1000–3000 одиниць).
Термін «тромбопоез» іноді вживається для наголошення на клітинній природі явища, тобто, що йдеться про утворення клітин (тромбоцитів), а не про вироблення тромбів.
Тромбопоетин заохочує мегакаріопоез (мегакаріоцитопоез) — хід дозрівання та диференціювання (перетворення незрілої клітини на особливу, яка має чітке призначення в кровотворенні) попередників мегакаріоцитів — CFU-Meg (колонієутворювальні одиниці мегакаріоцитів), мегакаріобластів та промегакаріоцитів. 
Виділившись, тромбопоетин зв'язується з власним рецептором на мембрані клітин-попередників мегакаріоцитів, так званим c-mpl (рецептором тромбопоетину). Після зв'язування тромбопоетину з рецептором, внутрішньоклітинне передавання сигналу приводить до зростання клітин-попередників мегакаріоцитів, їхнього дозрівання та диференціювання, усталення клітинної мембрани, утворення тромбоцитарних гранул і розділення цитоплазми на окремі ділянки, які призначені згодом відокремитися, «відшнуруватися» від батьківської клітини — мегакариоцита та стати зрілими тромбоцитами. 
Ці «передтромбоцитарні області» потім розподіляються на зрілі тромбоцити та відокремлюються (відшаровуються, відшнуровуються) від батьківської клітини. Цей останній етап тромбоцитопоезу, безпосереднє утворення і відокремлення тромбоцитів від мегакаріоциту, як було показано в дослідах у лабораторних умовах (in vitro), не залежить від спонукання тромбопоетином, на відміну від процесів мегакаріопоезу (розмноження, дозрівання та переродження за призначенням, попередників).
Отож, тромбопоез є складним багатоступеневим явищем, що керується гормональними та клітинними механізмами, і має вирішальне значення для підтримання гемостазу.